# Gampola
Gampola ist eine Stadt (Urban Council) in Sri Lanka mit 37.871 Einwohnern (2012). Sie liegt in der Zentralprovinz im Zentrum des Landes und südlich von Kandy.

## Geschichte
Gampola wurde 1341 von König Bhuvanekabahu IV. zur Hauptstadt erwählt. Der Ort hieß damals wegen seiner Lage am Fluss Mahaveli Ganga, dem längsten Fluss Sri Lankas, „Gangasiripura“ und war bis 1415 Hauptstadt, und diese für die Kunst und Baugeschichte Sri Lankas bedeutsame Zeit, in der mehrere einzigartige Bau- und Kunstdenkmäler entstanden, wird noch heute „Gampola Period (Gampola Ära)“ genannt. Der letzte König von Gampola war König Buwanekabahu V., der die Insel 29 Jahre lang regierte. Während dieser Zeit wurde in Kotte eine eigene Stadt von einem Adligen namens Alagakkonara gebaut und später zur Hauptstadt erklärt.

## Bauwerke
In der Stadt Gampola selbst sind keine Bau- oder Kunstwerke aus der Gampola-Ära erhalten. Die längste Statue eines schlafenden Buddha in Südasien befindet sich im Saliyalapura-Tempel von Gampola.
In der näheren Umgebung sind einige Tempel aus der Gampola-Ära erhalten, wie z. B. der 1344 aus Granit und Ziegeln in einem unebenen, felsigen Gelände auf dem Hügel Panhalgala erbaute Lankathilaka Vihara. Der Tempel hat, ähnlich wie einige buddhistische Tempel in Pagan in Myanmar einen für Sri Lanka sehr ungewöhnlichen kreuzförmigen Grundriss, was auf seit dem 11. Jahrhundert bestehende kulturelle Beziehungen Sri Lankas zu Myanmar zurückzuführen ist. Die alten Steinschriften (Shila Lekhana) des Lankathilaka-Tempels helfen, eine beträchtliche Menge an wichtigen Informationen über die Gampola-Ära zu enthüllen. Die Buddha-Statue des Tempels zeigt den Stil der südindischen Kunst.
Der 1371 erbaute Embekke Dewalaya besitzt eine große Sammlung von Holzschnitzereien, die kein anderer Tempel in Sri Lanka in dieser Form aufzuweisen hat.
Der Gadaladeniya Vihara wurde 1266 erbaut und während der Regierungszeit des Königs Parakramabahu VI (1421–1467) renoviert. Da in ihm seit dem 14. Jahrhundert der Hindugott Vishnu verehrt wird, ist er nicht nur den Buddhisten, sondern auch den Hindus heilig.

## Natur
Die Stadt liegt inmitten des zentralen Hochlandes von Sri Lanka, daher bleibt das Klima das ganze Jahr über mild. Der Ambuluwawa-Berg hat eine Höhe von 1087 Metern über dem mittleren Meeresspiegel und beherbergt einen Biodiversitätskomplex, der den Umweltschutz und die kulturelle und religiöse Vielfalt feiert. Ein bemerkenswertes Merkmal dieses Komplexes ist der große gewundene Turm auf dem Berggipfel, der einer buddhistischen Stupa ähnelt. Gampola hat viele Geschäfte und ein großes Wohngebiet.

## Bevölkerung
Die Bevölkerung besteht zu knapp je der Hälfte aus Singhalesen und Moors. Andere ethnische Gruppen machen nur einen kleinen Teil der Bevölkerung aus.

## Verkehr
Gampola hat seit 1874 einen Bahnhof an der Bahnstrecke Colombo–Badulla.